# ゲオルク・フォルスター

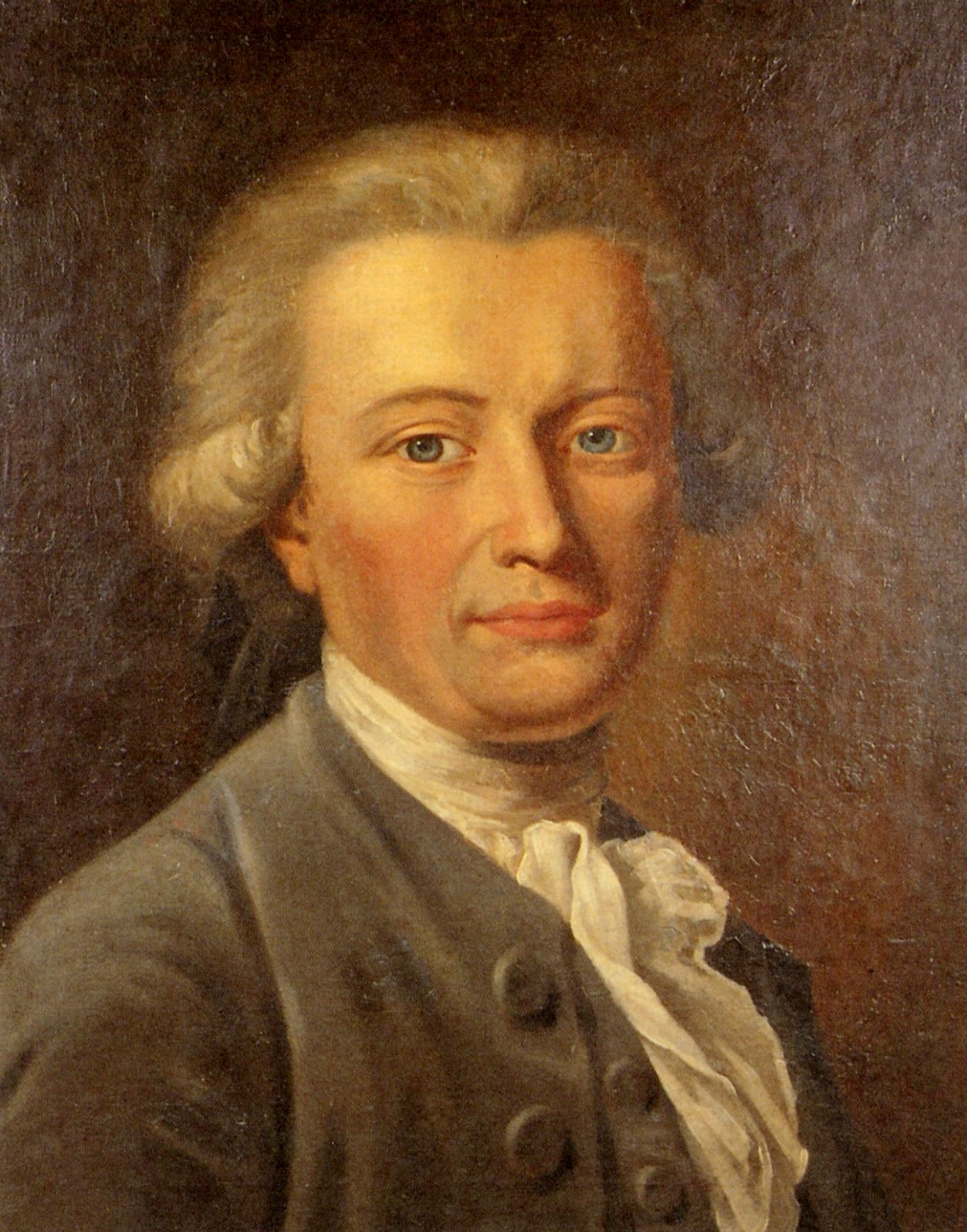
ゲオルク・フォルスター

ヨハン・ゲオルク・アダム・フォルスター（Johann Georg Adam Forster, 1754年11月27日 – 1794年1月10日）はポーランド・ドイツの博物学者、民俗学者、旅行家、ジャーナリスト、革命家。

## 概要
イギリスからの移民の子供としてポーランドに生まれる。少年時代から、学者・旅行家だった父に付き添ってイギリスに渡り、科学的な探検に参加する。 
そのひとつはジェイムズ・クックの二度目の太平洋航海（1772年 - 1775年）である。この航海の報告、『世界一周の航海』はポリネシアの民俗学に大きな貢献をし、今なお科学者や一般の読者の尊敬を受けている。フォルスターは近代の科学的な旅行文学の創立者と考えられている。
この報告が高い評価を受け、フォルスターは22歳でイギリスの王立協会の会員になった。1784年からヴィリニュス大学で自然史の教授を務め、1788年にはマインツ大学の司書部長（博物学の教授）に就任した。
フォルスターはドイツにおける啓蒙思想の中心人物であり、ゲオルク・クリストフ・リヒテンベルクを含む多くの啓蒙思想の人物と交際があった。彼の思想と人格は19世紀ドイツの偉大な科学者であるアレクサンダー・フォン・フンボルトに大きな影響を与えた。
1789年のフランス革命を「哲学と理性の勝利」として支持する。1793年7月、フランス革命軍によりできたばかりのマインツ共和国の代表としてパリに滞在中、マインツがプロイセンとオーストリアの連合軍に占領され、フォルスターは法の保護の外に置かれることを宣告された。このため、ドイツにいる家族や友人に会えぬまま、1794年1月にパリで病死した。

## 日本語訳
- 『世界周航記』 三島憲一・山本尤訳「17・18世紀大旅行記叢書 第II期 第7・8巻」岩波書店、2002-2003年
- 『世界周航記　験されるヨーロッパ・ヒューマニズム』 服部典之訳「シリーズ世界周航記 第5・6巻」岩波書店、2007年
- 『ゲオルク・フォルスターコレクション　自然・歴史・文化』森貴史・船越克己・大久保進訳、関西大学出版部、2008年